# Алі Мазахері
Алі Мазахері (перс. علي مظاهري; 31 березня 1982) — іранський боксер, чемпіон Азії та Азійських ігор серед аматорів.

## Аматорська кар'єра
На чемпіонаті Азії 2004 завоював бронзову медаль.
На Азійських іграх 2006 став чемпіоном.
- У 1/8 фіналу переміг Константина Мокроусова (Таджикистан) — RSCO
- У чвертьфіналі переміг Бекзода Тургунова (Киргизстан) — RSCI
- У півфіналі переміг Дмитра Готфріда (Казахстан) — 26-24
- У фіналі переміг Жасура Матчанова (Узбекистан) — 25-19

На чемпіонаті Азії 2007 став чемпіоном, а на чемпіонаті Азії 2009 завоював бронзову медаль.
На чемпіонаті світу 2007 програв у першому бою Мілораду Гайовичу (Чорногорія).
На Олімпійських іграх 2008 програв у першому бою майбутньому чемпіону Рахіму Чакхієву (Узбекистан) — 3-7.
На Азійських іграх 2010 завоював бронзову медаль.
- У чвертьфіналі переміг Мірзохіда Абдуллаєва (Узбекистан) — 6-5
- У півфіналі програв Мухаммеду Госсун (Сирія) — 1-2

На церемонії відкриття Олімпійських ігор 2012 був прапороносцем збірної Ірану. На Олімпійських іграх 2012 програв у першому бою Хосе Лардуету (Куба) дискваліфікацією.
На чемпіонаті Азії 2013 програв у першому бою.
На Азійських іграх 2014 завоював срібну медаль.
- У чвертьфіналі переміг Дайвійн Отгонбаяр (Монголія) — 3-0
- У півфіналі переміг Іхаб Аль-Матбулі (Йорданія) — 3-0
- У фіналі програв Антону Пінчуку (Казахстан) — 0-3